# Okularmikrometer

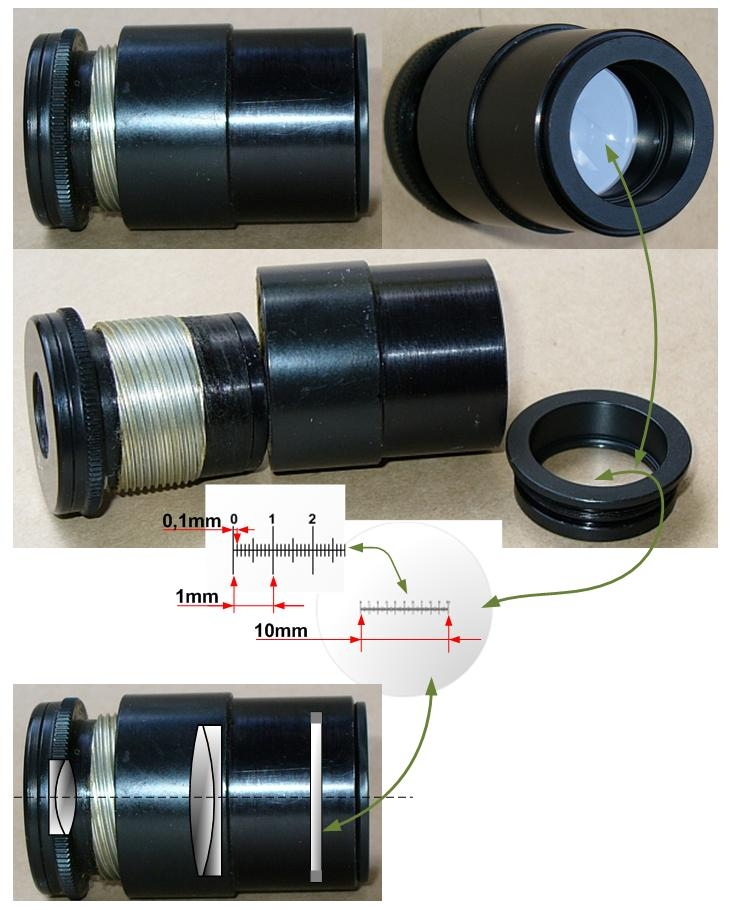
Okularmikrometer

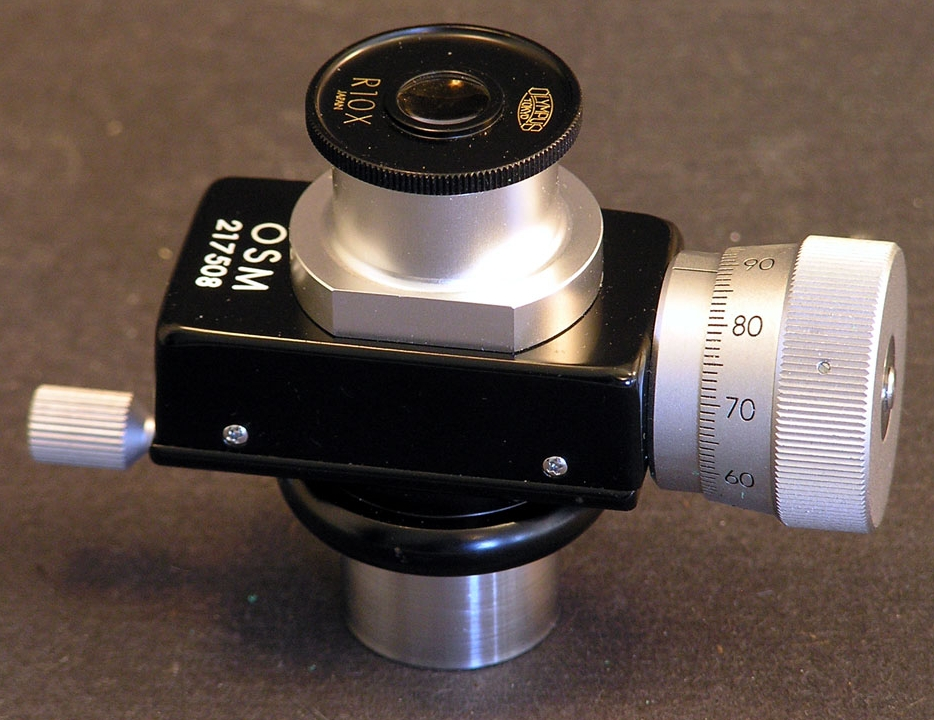
Okularschraubenmikrometer

Als Okularmikrometer wird ein in das Okular eines Fernrohrs oder Mikroskops eingebautes Mikrometer bezeichnet, mit dem feine Messungen an betrachteten Objekten möglich sind.
De facto handelt es sich um Winkelmessungen im Gesichtsfeld des optischen Instruments, obwohl daraus – je nach spezieller Aufgabe – auch Längen, Positionen oder Entfernungen des Objekts berechnet werden.
Beim Okularmikrometer ist das Fadennetz („Strichplatte“) in der Brennebene des Objektivs verschiebbar gelagert und mit einer mechanischen oder optischen Mikrometerschraube verbunden, mit der die momentane Stellung der Platte relativ zu einer definierten Bezugsrichtung gemessen wird.
Wird der nunmehr bewegliche Faden vom Beobachter oder mittels eines Sensors auf das Ziel eingestellt oder (bei bewegtem Ziel) mit diesem in Koinzidenz gehalten, so ist
- bei festen Zielen eine genauere Messung oder eine ganze Messreihe möglich,
- bei beweglichen Zielen eine Zeitreihe zur momentanen Position des Objekts relativ zur Zielachse des Fernrohrs.

Ein einfaches Okularmikrometer wurde bereits von Olaf Römer um 1670 für die Pariser Sternwarte entwickelt. Mikrometer In der Astronomie kam im 19. Jahrhundert das „unpersönliche“ oder Registriermikrometer, mit dessen Hilfe die persönliche Gleichung (die Reaktionszeit) des Beobachters stark verringert werden konnte. So wurden astronomische Längen- und Zeitbestimmungen auf einige Millisekunden möglich, ebenso wie bei der Bestimmung genauer Sternörter.
Für die astronomische Breitenbestimmung wurde um 1900 für die Überwachung der Erdrotation (internationaler Breitendienst) die Horrebow-Talcott-Methode entwickelt. Dabei werden Sternpaare ausgewählt, die im Abstand einiger Minuten in fast derselben Zenitdistanz kulminieren, jedoch südlich und nördlich des Zenits. Die Differenz der Zenitdistanzen muss kleiner als das Gesichtsfeld sein, sodass der 2. Stern nur durch Schwenken des Instruments um 180° sichtbar wird. Sie wird mit dem Okularmikrometer (verstellbarer Horizontalfaden) gemessen, während eine am Fernrohr angeklemmte Horrebowlibelle die konstante Neigung der Zielachse sicherstellt.